# Galgagnano
Galgagnano é uma comuna italiana da região da Lombardia, província de Lodi, com cerca de 674 habitantes. Estende-se por uma área de 5 km², tendo uma densidade populacional de 135 hab/km².
Faz fronteira com Zelo Buon Persico, Mulazzano, Cervignano d'Adda, Boffalora d'Adda, Montanaso Lombardo. Acha-se à 12 quilámetros ao norte de sua capital Lodi.

## Breve história
Foi propriedade do Bispo de Lodi até 1142 e depois foi cedido à Uberto dei Casetti. A igreja da cidade foi até 1440 centro de reunião dos plebeus.

## Demografia
| Variação demográfica do município entre 1861 e 2011                               |
|                                                                                   |
| Fonte: Istituto Nazionale di Statistica (ISTAT) - Elaboração gráfica da Wikipedia |

## Conexões externas
- «Site da municipalidade»